# Нове Життя (Днепропетровская область)
Нове Життя (укр. Нове Життя) — село,
Александровский сельский совет,
Широковский район,
Днепропетровская область,
Украина.
Код КОАТУУ — 1225881103. Население по переписи 2001 года составляло 54 человека .

## Географическое положение
Село Нове Життя находится в 1-м км от канала Днепр — Кривой Рог, на расстоянии в 1,5 км от села Александровка.
Рядом проходят автомобильные дороги Н-23 и Т-0411.